# Meadow Williams
Meadow Williams (auch Melanie Kay Williams; * 10. Februar 1966 in Miami, Florida) ist eine US-amerikanische Schauspielerin und Produzentin.

## Leben
Die in Miami geborene Williams wuchs in Tennessee auf. Sie begann in der High School aufzutreten und zog später nach New York City, um als Model zu arbeiten. In New York studierte Williams Schauspiel im Larry Moss Studio und zog später nach Los Angeles, als sie anfing, in Episoden von Fernsehserien wie Mord ist ihr Hobby, Dream On und Eine schrecklich nette Familie mitzuwirken. Williams hatte auch Nebenrollen in den Filmen Beverly Hills Cop III (1994), Die Maske (1994) und Apollo 13 (1995).
Ab 2008 begann Williams mit der Produktion von Independent-Filmen. Sie spielte unter anderem die Hauptrollen in Skeletons in the Desert (2008), Raven (2010) und Mysteria (2011). Die US-Amerikanerin produzierte selbst und spielte neben Samantha Morton in dem Horrorfilm The Harvest von 2013 sowie in dem Actionfilm Criminal Squad (2018) und dem romantischen Drama After Passion (2019) mit. 2017 gewann sie als Produzentin der Web-Serie The Bay den Daytime Emmy Award für herausragende digitale Daytime-Dramaserien. Sie spielte 2018 neben Sylvester Stallone im Actionfilm Backtrace und 2019 neben Bruce Willis im Thriller 10 Minutes Gone. 2021 spielte sie die Rolle der Mildred Gillars in dem Dramafilm Axis Sally neben Al Pacino, der ihre Leistungen als Schauspielerin und Produzentin jedoch kritisierte.

## Privatleben
Meadow Williams war mit ihrem ersten Mann bis 2010 verheiratet. 2010 ehelichte den Multimillionär Gerald Kessler. Kessler starb 2015 und Williams erbte fast seinen gesamten Nachlass in Höhe von 800 Millionen US-Dollar. Dieser war zugleich Gegenstand von Klagen von Kesslers Kindern seiner früheren Ehefrau. 

## Filmografie (Auswahl)
- 1994: Beverly Hills Cop III
- 1994: Die Maske
- 1993–1994: Mord ist ihr Hobby (2 Episoden)
- 1995: Apollo 13
- 1995: Dream On (Episode 6x01)
- 1996: Campus Cops (Episode 1x01)
- 1996: Eine schrecklich nette Familie (Married... with Children, Episode 10x20)
- 1999: News Radio (Episode 5x12)
- 2001: Soulkeeper
- 2008: Jack Rio
- 2010: Raven
- 2013: The Harvest
- 2017: The Intruders
- 2018: Criminal Squad
- 2018: Backtrace
- 2019: After Passion
- 2019: 10 Minutes Gone
- 2020: Boss Level
- 2020–2023: The Bay (5 Episoden)
- 2021: American Traitor: The Trial of Axis Sally
- 2021: Aileen Wuornos: American Boogeywoman
- 2022: Broken Soldier
- 2022: Pfad der Vergeltung (Savage Salvation)
- 2023: Confidential Informant
- 2024: Outlaw Posse
- 2025: Criminal Squad 2 (Den of Thieves 2: Pantera)
- 2025: High Rollers
- 2025: The Ritual